# Mefloquina
Mefloquina es un medicamento que se utiliza para el tratamiento y prevención del paludismo, está incluido en la lista de medicamentos esenciales de la Organización Mundial de la Salud. Cuando se emplea como preventivo, se recomienda tomarlo una vez a la semana por vía oral, iniciando la toma del fármaco 2 semanas antes de la exposición a la zona de riesgo y hasta 4 semanas después de abandonarla. Puede utilizarse también para el tratamiento del paludismo leve o moderado, pero no para las formas graves de la enfermedad.

## Efectos secundarios
Al igual que todos los medicamentos, la mefloquina puede provocar efectos secundarios, algunos de los más frecuentes son: mareo, insomnio, náuseas y vómitos. Menos frecuentemente se han descrito casos de depresión alteraciones del comportamiento, reacciones sicóticas y convulsiones, por lo que las personas con antecedentes de procesos psiquiátricos deben de consultar al médico antes de realizar el tratamiento.